# Колеферо (Рим)
Колеферо (итал. Colleferro) је насеље у Италији у округу Рим, региону Лацио.
Према процени из 2011. у насељу је живело 20736 становника. Насеље се налази на надморској висини од 230 м.

## Становништво
| 1931. | 1936. | 1951.  | 1961.  | 1971.  | 1981.  | 1991.  | 2001.  | 2011.  |
| ----- | ----- | ------ | ------ | ------ | ------ | ------ | ------ | ------ |
| 2.282 | 4.197 | 10.088 | 15.009 | 18.026 | 20.259 | 20.392 | 20.723 | 22.142 |